# Баррига, Херман
Херман Хорхе Баррига Муньос (исп. Germán Jorge Barriga Muñoz; 4 декабря 1945, Вальдивия — 17 января 2005, Сантьяго) — чилийский офицер армии и тайной полиции, руководящий сотрудник ДИНА и СЕНИ. Сторонник хунты Пиночета, активный участник репрессий военного режима. Специализировался на подавлении подпольных СПЧ и КПЧ. Руководил «Бригадой Purén», преследовавшей социалистов, командовал спецгруппой «Delfin», совершавшей тайные убийства коммунистов. После восстановления демократии был привлечён к судебной ответственности, уволен с работы в частной охране и покончил с собой.

## Служба и взгляды
Происходил из католической семьи среднего класса. Окончил в Сантьяго Военное училище имени Бернардо О’Хиггинса. По военной специальности — офицер сухопутных войск. В звании лейтенанта командовал несколькими подразделениями чилийской армии. Был женат на Юдит Космельи, имел двух дочерей и сына. Херман Баррига-младший — известный чилийский телережиссёр.
Политически Херман Баррига придерживался крайне правых взглядов, был националистом и антикоммунистом. Враждебно относился к левому блоку Народное единство и правительству Сальвадора Альенде. Решительно поддержал военный переворот 11 сентября 1973 и Правительственную хунту генерала Аугусто Пиночета. 13 августа 1974 в Буине он приказал арестовать и расстрелять социалистического профсоюзного активиста Хорхе Ламича и коммуниста Эктора Гарсиа — военные власти обвинили их в «отравлении хлеба и воды».

## Офицер тайной полиции
В конце 1973 Херман Баррига прошёл обучение на курсах разведки и госбезопасности, организованных Мануэлем Контрерасом. С августа 1974 прикомандирован к тайной полиции ДИНА. С отличием прошёл стажировку в Школе Америк.
Херман Баррига в звании капитана, затем майора служил в Бригаде столичной разведки ДИНА (BIM). Руководил спецподразделением Бригада Purén, занимавшейся репрессиями против Социалистической партии Чили (СПЧ, «партия Альенде»). В 1974—1975 был заместителем Рауля Итурриаги, в 1975—1976 сам командовал «Purén». Состоял в Главном штабе — Оперативной дирекции ДИНА. Входил в Генеральное командование — ближний круг директора ДИНА полковника Контрераса. Был известен под прозвищем Don Jaime — Дон Хайме и Capitán Silvio — Капитан Сильвио.
Впоследствии была установлена причастность Хермана Барриги к десяткам похищений, пыток и убийств. Среди жертв «Бригады Purén» — бывший депутат от СПЧ Карлос Лорка, директор железнодорожной госкомпании при правительстве Альенде Альфредо Рохас Кастаньеда, социалистические активисты Фиделия Эррера, Рикардо Лагос Салинас, Мигель Родригес Вергара, Хуан Кортес Альруис, Адольфо Мансилья Рамирес, Мишель Пенья Эррерос, Сара Доносо Паласиос, Каролина Уифф Сепульведа, Мирейя Родригес Диас, Роса Солис Поведа. Большинство из захваченных «Purén» погибли на Вилле Гримальди.
В 1976 капитан Баррига переключился на преследования Коммунистической партии Чили (КПЧ, «партия Корвалана»). Против КПЧ в структуре ДИНА действовала Бригада Lautaro под руководством майора Хуана Моралеса Сальгадо. Параллельно была создана спецгруппа Delfin — непосредственно для тайных убийств. Базировались оперативники «Delfin» в Казармах Симона Боливара — центре содержания заключённых, подведомственном ДИНА. Командиром «Delfin» был назначен капитан Баррига.
Весной-осенью 1976 «Бригада Lautaro» провела крупную спецоперацию против КПЧ — Дело улицы Конференция. Были захвачены почти все руководители коммунистического подполья — в том числе заместитель генерального секретаря Виктор Диас Лопес, бывший депутат от КПЧ Бернардо Арайя и его жена Ольга Флорес, члены ЦК Марио Саморано, Хорхе Муньос (муж Гладис Марин), Ульдарико Донэйр, Хайме Донато, Ленин Диас, Марта Угарте, Хулия Ретамаль, Уальдо Писарро, Фернандо Ортис, Рейнальда Перейра, Эктор Велис. Все они подверглись допросам и пыткам на базе «Delfin», после чего убиты. По информации майора Моралеса Сальгадо, приказ об убийстве Диаса Лопеса полковник Контрерас передал именно капитану Барриге.
В 1977 ДИНА была расформирована и преобразована в Национальный центр информации (СЕНИ). В конце 1980-х Херман Баррига завершил службу в звании полковника. В последний период пиночетовского режима был губернатором провинции Эль-Лоа.

## Работа и преследование
В 1990 закончилось правление хунты, Чили вернулась к конституционно-демократическим порядкам. Херман Баррига вернулся на армейскую службу, командовал пехотным полком в Каламе. Наследующий год был назначен в Управление национальной мобилизации. В 1993 возглавил в Каламе администрацию медедобывающей госкомпании CODELCO, но был отстранён из-за профсоюзных протестов. Некоторое время служил консультантом по контракту в армейской разведке ДИНЕ, но в основном работал в частной охране. Жил частной жизнью, общался в основном с женой, сестрой, дочерью и бывшими сослуживцами по армии и ДИНА.
Последнее место работы Хермана Барриги — инструктор охраны в сети супермаркетов Lider. Сеть входит в корпоративную систему D&S, которая с 2009 входит в Walmart, но в начале 2000-х принадлежала чилийским коммерческим магнатам братьям Ибаньес. Политически семейство Ибаньес позиционируется как убеждённые пиночетисты, всегда подчёркивали своё уважение к хунте и её наследию. В головном офисе D&S был установлен мемориал в честь генерала Пиночета и вооружённых сил Чили.
С 2002, при президенте-социалисте Рикардо Лагосе, началось уголовное преследование Барриги. Отставному полковнику предъявили обвинения в похищениях и убийствахобвинительный приговор и тюремное заключение были более чем вероятны. Он был уволен с работы в «Lider» и оказался в денежных долгах.

## Самоубийство
17 января 2005 Херман Баррига поднялся на восемнадцатый этаж новостройки в Лас-Кондесе и бросился вниз. В кармане было найдено посмертное письмо. Баррига писал, что не может выполнить свои финансовые обязательства и не желает переносить унижения «в этом мстительном обществе». Он поблагодарил за поддержку родных и товарищей по военной службе. Обвинения называл «фальшивыми», порождёнными местью, остракизм в свой адрес объяснял конформизмом и страхом.
Самоубийство Барриги произвело сильное впечатление в военных кругах. На похоронах присутствовал официальный представитель армейского командования генерал Хавьер Урбина. Сожаление о происшедшем выразил президент Лагос. Друзья и сторонники резко осуждали преследования бывших военных и сотрудников спецслужб. Отставной генерал Эрнан Нуньес Манрикес (впоследствии осуждён за участие в Караване смерти) называл гибель Барриги «убийством, мастерски спланированным коммунистами». В ответ правозащитная организация CODEPU напомнила, что в годы военной диктатуры происходили события «не менее или даже более драматичные» и рекомендовала Пиночету, Контрерасу, Краснову «достойно взять на себя» ответственность за репрессии — возможно, это предотвратит дальнейшие самоубийства. Дочь покойного Мария Исабель обвиняла Аугусто Пиночета в гибели своего отца.
Существует, однако, иное объяснение самоубийства Хермана Барриги. Среди бывших сослуживцев распространено мнение, что не «преследования со стороны марксистов» толкнули Барригу на суицид — к такому противостоянию он был готов. Решающую роль сыграло увольнение. Братья Ибаньес, несмотря на свои правые взгляды, прямо сказали, что присутствие Барриги создаёт проблемы для бизнеса и отказались помочь с трудоустройством. Финансовые трудности совпали с психологическим потрясением. Характерно, что в прощальном письме Баррига резко отозвался о тех, кто примкнул к преследованию «не по политическим причинам».